# Liste der Außenminister Islands
Liste der Außenminister Islands seit 1941:
1. 1941–1942  Stefán Jóhann Stefánsson
2. 1942      Ólafur Thors
3. 1942–1944 Vilhjálmur Þór
4. 1944–1947 Ólafur Thors
5. 1947–1953 Bjarni Benediktsson d. Ä.
6. 1953–1956 Kristinn Guðmundsson
7. 1956      Emil Jónsson
8. 1956–1965 Guðmundur Í. Guðmundsson
9. 1965–1971 Emil Jónsson
10. 1971–1978 Einar Ágústsson
11. 1978–1980 Benedikt Gröndal
12. 1980–1983 Ólafur Jóhannesson
13. 1983–1986 Geir Hallgrímsson
14. 1986–1987 Matthías Mathiesen
15. 1987–1988 Steingrímur Hermannsson
16. 1988–1995 Jón Baldvin Hannibalsson
17. 1995–2004 Halldór Ásgrímsson
18. 2004–2005 Davíð Oddsson
19. 2005–2006 Geir H. Haarde
20. 2006–2007 Valgerður Sverrisdóttir
21. 2007–2009 Ingibjörg Sólrún Gísladóttir
22. 2009–2013 Össur Skarphéðinsson
23. 2013–2016 Gunnar Bragi Sveinsson
24. 2016 (geschäftsführend bis 11. Januar 2017) Lilja Dögg Alfreðsdóttir
25. 2017–2021 Guðlaugur Þór Þórðarson
26. 2021–2023 Þórdís Kolbrún R. Gylfadóttir
27. 2023–2024 Bjarni Benediktsson d. J.
28. April–Dezember 2024 Þórdís Kolbrún R. Gylfadóttir
29. seit 21. Dezember 2024 Þorgerður Katrín Gunnarsdóttir